# Parafroneta insula
Parafroneta insula är en spindelart som beskrevs av A. David Blest 1979. Parafroneta insula ingår i släktet Parafroneta och familjen täckvävarspindlar. Inga underarter finns listade i Catalogue of Life.